# 오랑주 (기업)
오랑주 S.A.(프랑스어: Orange S.A.)는 프랑스의 통신 및 서비스업 기업이다. 예전 이름은 프랑스 텔레콤(프랑스어: France Télécom S.A.)이었다.

## 개요
오랑주의 전신은 프랑스 국영통신이며, 그 시작은 프랑스 혁명이 일어난 1792년에 클로드 샤프가 발명한 통신 수단을 활용하면서 비롯되었다. 1982년에는 미니텔이라고 부르는 통신 네트워크 서비스를 시작하였다. 이후 1991년에 공사화를 거쳐, 1998년에 민영화되어 오늘날에 이른다.
프랑스의 대표적인 통신 기업이며 SFR, 부이그 등과 함께 프랑스 전자통신 시장을 차지하고 있다.

## 같이 보기
- 지도주의
- 과로사
- 미니텔